# Międzynarodowy atlas chmur

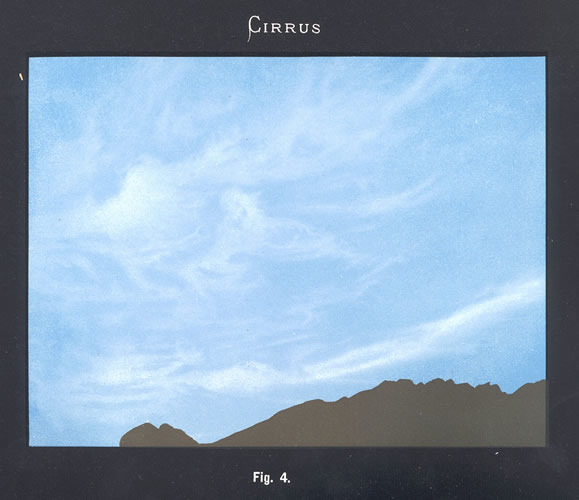
Chmury cirrus, jak pokazano na pierwszym rysunku pierwszego Międzynarodowego Atlasu Chmur

Międzynarodowy atlas chmur (ang. International Cloud Atlas) – strona internetowa prowadzona przez WMO, na której znajduje się system klasyfikacji chmur i zjawisk meteorologicznych stosowany przez wszystkich członków WMO. Klasyfikacja opisuje również meteorologiczne meteory, do których należą: hydrometeory, litometeory, fotometeory i elektrometeory. Atlas służy jako narzędzie szkoleniowe dla meteorologów, a także osób pracujących w środowisku lotniczym i morskim.

## Historia

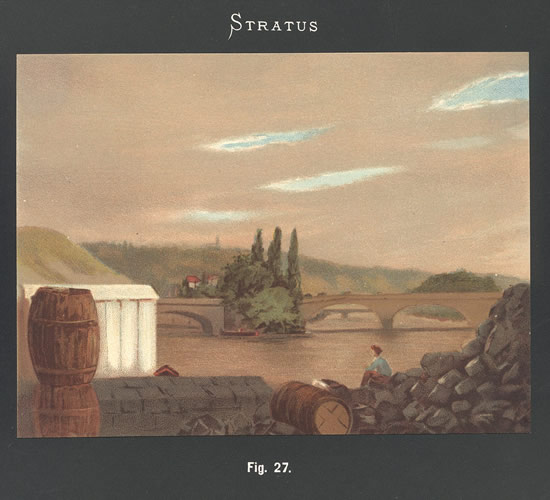
Obraz chmur stratus z wydania z 1896 roku

Pierwsza opublikowana klasyfikacja chmur pochodzi z początku XIX wieku i została stworzona przez Lamarcka w 1802 roku. Ta klasyfikacja nie była jednak pełna, a z racji nomenklatury stosowanej przez autora tej klasyfikacji, nie była przez nikogo używana. Rok później Luke Howard opublikował inną klasyfikacje chmur, która odniosła bardzo duży sukcesy i aktualnie stanowi podstawę istniejącej klasyfikacji. Wyróżnił 3 podstawowe klasy: Cirrus, Cumulus i Stratus. W 1840 roku meteorolog niemieckiego pochodzenia Kaemtz dodał do klasyfikacji Howarda Stratocumulusa, a później inny badacz - Renou, dodał do klasyfikacji: Cirrocumulus, Cirrostratus, Altocumulus i Altostratus, wprowadzając przy tym chmury średniej wysokości pomiędzy chmury piętra niskiego a chmury z rodziny Cirrus. Finalnie została przyjęta klasyfikacja Howarda z pewnymi modyfikacjami. Weilbach wprodził Cumulo- Nimbusa do klasyfikacji.
W 1879 roku Hildebrandsson jako pierwszy wykorzystał fotografię do badania i klasyfikacji chmur, tworząc przy tym atlas z 16 fotografiami. 
W 1887 roku Hildebrandsson i Abercromby opublikowali klasyfikacje, która zawierała w sobie cechy poprzednich klasyfikacji stworzonych przez innych naukowców, jednakże jedną z głównych jej cech było przywiązanie do kryterium wysokości. W 1891 roku podczas Międzynarodowej Konferencji Meteorologicznej wyraźnie poparto tę klasyfikację, a w 1896 roku został wydany atlas, który zawierał w sobie 28 kolorowych plansz z napisami w 3 językach (niemieckim, francuskim i angielskim). Klasyfikacja stała się oficjalna i była stosowana we wszystkich krajach. W późniejszym czasie dochodziło do mniej lub bardziej istotnych zmian w klasyfikacji chmur. Krótko przed II wojną światową ukazała się książka, nosząca tytuł:,,I. Atlas ogólny''.
Po II wojnie światowej Konferencja Dyrektorów Międzynarodowej Organizacji Meteorologicznej poleciła przygotowanie poprawionej i aktualnej wersji Międzynarodowego atlasu chmur i rodzajów nieba. Głównym motorem podjęcia decyzji o przygotowaniu nowego atlasu było wyczerpanie poprzedniego atlasu, rozwój wiedzy w tej dziedzinie oraz modyfikacje w międzynarodowych kodach chmur. Wydanie Międzynarodowego Atlasu Chmur z 1956 roku składało się z dwóch tomów: tomu I, zawierającego tekst opisowo- objaśniający, oraz tomu II, zawierającego zestaw tablic.
Prace nad nowym, ulepszonym atlasem trwały dalej, zmieniono chociażby definicję chmury i dodano 3 dodatki do wydania tomu I z 1956 roku. Należały do nich: 
- Etymologia łacińskich nazw chmur;
- Bibliografia historyczna klasyfikacji chmur;
- Bibliografia nomenklatury chmur.

W 1981 roku na nieformalnych spotkaniu WMO dotyczącym tomu II Międzynarodowego Atlasu Chmur opracowano plan przygotowania nowego wydania, w którego trakcie zalecono również pewne zmiany dotyczące atlasu. Później okazało się, że niektóre oryginalne fotografie wraz z ubiegiem czasu uległy zniszczeniu, zdecydowano się zatem na gruntowną rewizję Atlasu. 